# Colias interior
Colias interior é uma espécie de borboleta da família Pieridae. Pode ser encontrada na América do Norte.

## Ciclo de vida
Esta borboleta boa entre junho a agosto. A fêmea adulta põe ovos em plantas de mirtilo.

### Alimento das larvas
- Vaccinium
- Ericaceae

### Alimento dos adultos
- Aralia hispida
- Pilosella aurantiaca